# Лаперм
Лаперм (от англ. "perm") — это длинношёрстная порода кошек, основным отличительным признаком которой является курчавая шерсть. Эта шерсть может иметь различную длину, варьирующуюся от длинных волн до коротких и тугих локонов. Порода Лаперм возникла в результате свободного скрещивания кошек в Соединённых Штатах Америки. 

## История породы
1 марта 1982 года у Линды Коэхл, владелицы фермы недалеко от Далласа, кошка Спиди родила шесть котят, среди которых появился почти лысый котенок со складками на коже. Через шесть недель котенок начал покрываться короткой вьющейся шерстью, и хозяйка назвала его Кёрли. По мере взросления шерсть кота становилась густой и шелковистой, а затем начала завиваться, что и стало отличительным породным признаком. Этот признак впоследствии унаследовали несколько котят, рожденных от Спиди, которые привлекли внимание гостей фермы. Гости посоветовали Линде показать котят экспертам-фелинологам.
На региональной выставке, где котята впервые были представлены экспертам, было признано, что это новая мутация, не фиксировавшаяся ранее у кошек. В результате Линда решила развивать новую породу.
В 1992 и 1994 годах четыре фенотипичных кошки были выставлены на региональной выставке в Портленде. После этого был зарегистрирован питомник Kloshe Cattery, который официально занимался разведением этой породы, и началась работа по её стабилизации. Проводились скрещивания с такими породами, как сиамская, мэнская (длиннохвостый фенотип) и подходящие по комплекции домашние короткошерстные кошки.
Единый стандарт породы впервые был написан в 1997 году. С 2020 года порода получает статус закрытой во всех фелинологических федерациях. Скрещивания с другими породами кошек для стабилизации фенотипа стали запрещены.
Лаперм была признана сразу в нескольких фелинологических федерациях: TICA (признана в 2002 году) и CFA (признана в 2008 году). После 2011 года порода была признана международными федерациями FIFe и WCF, для которой был разработан международный стандарт. Также она была признана национальными федерациями LOOF (Франция), GCCF (Великобритания), SACC (Южная Африка) и CCCA (Австралия).

## Описание внешности
Стандарт породы по версии фелинологических федераций WCF и CFA

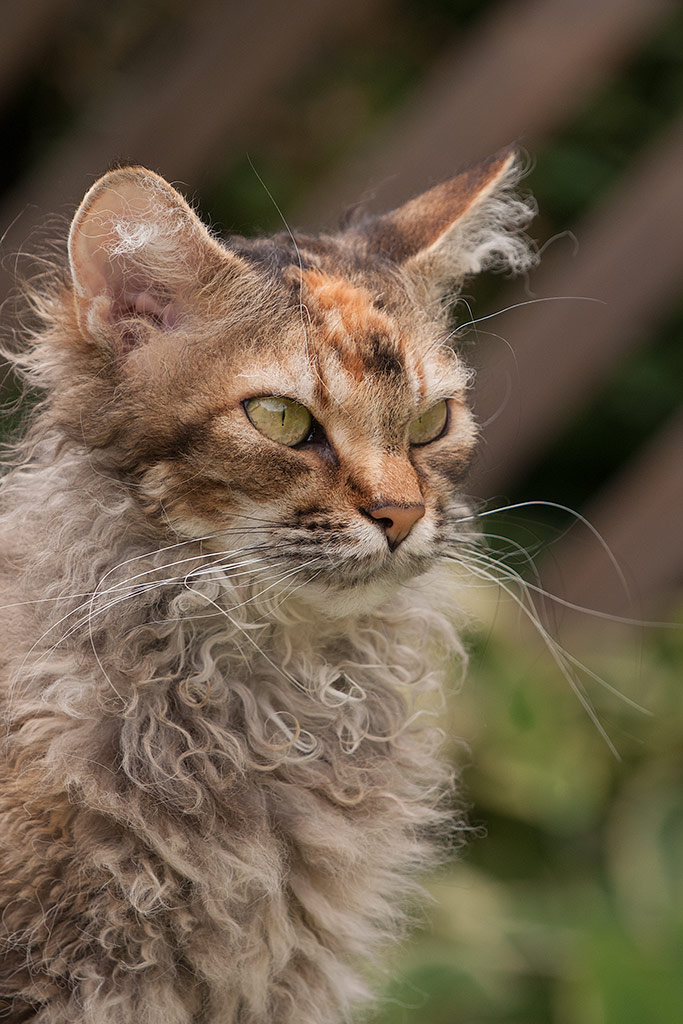
Морда Лаперма

#### Голова
Череп клиновидный, слегка округлый с мягкими контурами. Подушечки усов должны выглядеть полными и округлыми, с длинными, гибкими вибриссами. Морда широкая с округлыми контурами. Подбородок сильный и крепкий, образует перпендикулярную линию с кончиком носа. Послабление допускается для щёк взрослых котов.
Профиль с лёгким углублением при переходе от нижней части глаз к носу, затем ровная линия до кончика носа. Углубление должно прощупываться, так как может быть визуально незаметным. Лоб должен быть плоским в верхней части головы, затем плавный череп мягко изгибается сзади, переходя в шею.
Уши расположены на продолжении плавного клина головы, слегка расширяющиеся и чашевидные, от средних до больших. Полностью опушенные, для длинношерстных предпочтительно с рысьими кисточками, для короткошерстных не обязательно.
Глаза среднего размера, выразительные, миндалевидные в спокойном состоянии, круглые при тревоге. Расположены в меру далеко друг от друга, слегка раскосые к основанию уха. Цвет глаз не связан с цветом шерсти.
Корпус среднего размера, костяк от среднего до несколько тоньше среднего. Бёдра слегка выше плеч. Допускается крупное тело у котов, если пропорции остаются сбалансированными. Лапы и ступни средней длины, соответствуют размеру тела. Передние могут быть слегка короче задних. Как и у тела, костяк средний или несколько тоньше среднего, ступни округлые. Хвост пропорционален туловищу, сужающийся от основания к кончику.
Шерсть у длинношерстных и короткошерстных Лаперм несколько отличается. Длинношёрстные обладают фактически полудлинной, растрепанно выглядящей, шубкой. И коты, и кошки, достигшие зрелости, могут иметь на шее "воротник". Волоски не должны быть ни толстыми, ни тяжёлыми, чтобы не возникало эффекта свалявшейся шерсти. Хвост с опушкой, шерсть волнистая, упругая, легкая и воздушная. На ощупь шерсть может отличаться от кошки к кошке, а также зависит от окраса.
Возможны кудрявость и волнистость, предпочтительна кудрявость. Шерсть должна быть рыхлой и упругой, должна отставать от тела, через шерсть можно пальцами достать кожу. Шерсть легкая и воздушная, если на неё подуть — раздвигается.

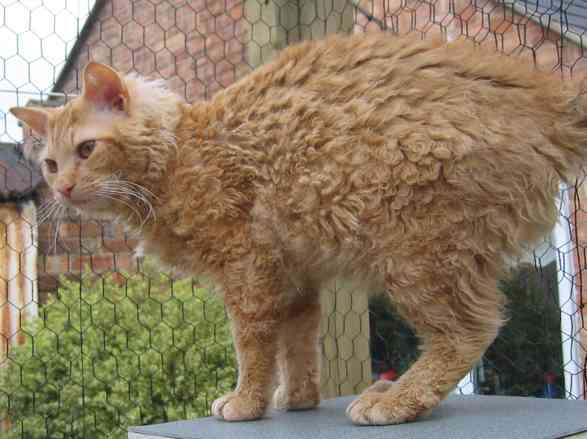
Шерсть Лаперма

Внешне шерсть должна выглядеть почти неряшливой. Самые жесткие завитки на гриве, у основания ушей и хвоста. Шерсть может менять длину и густоту в зависимости от сезона и возраста кошки. Возможно свисание естественным образом вниз от линии позвоночника.
Средне- и короткошёрстные  не обладают пушком на хвосте, хотя шерстинки могут быть волнистыми. Шерсть упругая, легкая и воздушная. Текстура может быть более жёсткой, чем у длинношерстных Лаперм, шерсть может отличаться от кошки к кошке, а также в зависимости от окраса. По большей части тела шерсть волнами отстоит от тела. Шерсть может быть кудрявой или волнистой. Наличие гривы, кудрей и кисточек на ушах не является обязательным. Хвост должен напоминать ёршик.

## Характер
Лапермы любят внимание и очень привязаны к своим хозяевам. Им нравится быть рядом с людьми, и владельцы часто находят их уютно устроившимися на коленях. Лапермы не агрессивны по отношению к детям, другим кошкам или собакам.
Лапермам тяжело в одиночестве, поэтому порода не подойдёт трудоголикам. Лучше всего такие коты чувствуют себя в большой и дружной семье.

## Особенности ухода
Для вычесывания шерсти Лаперма пригодится расческа с закругленными зубчиками. Расчёсывать кота нужно ежедневно
У котят до года может неожиданно полностью выпасть шерсть. Это нормально — потом шуба отрастает и становится лучше.
Из-за кудряшек эту породу чаще посещают кожные паразиты — блохи или клещи, которых трудно заметить в густой шерсти. Также лапермов необходимо ежемесячно купать.
У породы нет характерных болезней.